# Santa Rosa de Lima (El Salvador)
Santa Rosa de Lima es un distrito de El Salvador, perteneciente al departamento de La Unión. Colinda al Norte con el distrito de Anamorós, al Oriente con los distritos de Pasaquina y El Sauce; al Sur con los distritos de Bolívar y San José y al Poniente con los distritos de Bolívar, Jocoro y Sociedad, estos últimos localizados en el departamento de Morazán. 
Para el año 2024 y según el censo oficial de 2024, el distrito tenía una superficie de 128,56 km², una altitud de 90 m s. n. m. y una población de 28.350 habitantes, lo que le da el puesto número 2 por población a nivel departamental y el puesto número 51 a nivel nacional, la ciudad se encuentra a una distancia de 177 kilómetros de San Salvador.
El territorio es una sabana tropical caliente y posee un clima tropical seco, sus temperaturas oscilan entre los 22° y los 38 °C durante las diferentes épocas del año.

## Historia

### Fundación
A mediados del siglo XVI, el lugar era parte del curato de Gotera y estaba poblado por una ranchería. En la siguiente centuria, en 1743, el adinerado español Manuel Díaz, quien provenía del Perú, se asentó en el lugar y formó la hacienda de Santa Rosa de Lima en honor a la patrona del Perú y la ciudad de Lima. 
Con el tiempo más personas colonizaron el sitio debido a la fecundidad del suelo y la benevolencia de su propietario. La aldea fue erigida como pueblo el 12 de diciembre de 1757 por el marqués de Albornoz, mediante mandato del Presidente y Capitán General Mariscal don Alonso de Argos y Moreno. Su primer alcalde fue don Manuel Díaz.

### Época colonial
En 1770, de acuerdo a las crónicas de Pedro Cortés y Larraz, apenas habitaban unas 16 personas repartidas en 6 familias. Sin embargo, gracias al cultivo del añil y cereales, la región fue nuevamente poblada. 
Para 1807, el corregidor intendente era don Antonio Gutiérrez y Ulloa, en ese momento Santa Rosa de Lima contaba con una población de 1,100 personas y estaba incluida administrativamente en el área del partido de Gotera y eclesiásticamente en el curato de Anamorós. 

### Título de Villa
Hacia 1824 fue municipio del departamento de San Miguel, y por todos los progresos obtenidos, mediante la Ley de 25 de febrero de 1857, se le concedió el título de «villa» y en 1865 pasó a formar parte del departamento de La Unión. 

### Título de ciudad
Bajo la administración de Rafael Zaldívar, le fue otorgada el título de «ciudad» el 9 de febrero de 1883, y también resultó designada cabecera del distrito de Santa Rosa. Para 1890 tenía una población de 4,300 personas.

### Nombre oficial
Su nombre actual fue declarado oficial el 13 de agosto de 1954, durante la administración de Óscar Osorio. A la fecha, el municipio se divide en barrios, colonias y cantones.

## Distribución Distrital
En lo que respecta a la División Política Administrativa, el distrito de Santa Rosa de Lima se divide en la zona urbana en 5 Barrios y 40 colonias, en la zona rural en 8 cantones y 87 caseríos. 
Barrios: Las Delicias, El Calvario, La Esperanza, El Convento y El Recreo. 
Colonias: Loma Linda, Lot. Villareal, Prados, Lot. La Pradera, Santa Mónica, La Perla, Chacón, Brisas del Río, Vista Hermosa, La Ponderosa, Los Santos, Lot. Nva. Santa Rosa, Lot. San Sebastián, Lisliqueña, Sinaí, Nvo. Jerusalén, La Sabana, Los Medrano Rubio, Altos de Santa Rosa, Santa Rosa, La Treminio, Altos del Estadio, Umaña, Contreras, San Antonio, Reyes, MAG, San Carlos, La Fabulosa, La Fuente, Los Gemelos, Santa María 1, Santa María 2, Lot. La Ascienda, La Joya, Guadalupe, Unida, Turcios, Loma, El Papalón 1 y 2. 
Cantones: Copetillo, El Algodón, El Portillo, La Chorrera, La Cañas, Los Mojones, Pasaquinita y San Sebastián.

## Economía
La ciudad es una de las plazas comerciales más importantes de la zona oriental del país, el distrito de Santa Rosa de Lima está calificado entre los cuatro principales centros de comercio a nivel nacional y su influencia alcanza hasta la vecina Honduras. Es conocida como "La Capital del Comercio", famosa por sus altos niveles de comercio de queso, oro, ropa y ganado  
La ciudad cuenta con muchos lugares de comida rápida y tradicional, también como las famosas pupusas, atol y otros platillos típicos. 
La ciudad está ubicada a pocos kilómetros de la frontera con Honduras. Durante la guerra entre Honduras y El Salvador a finales de los años 60, la ciudad recibió a cientos de salvadoreños expatriados de Honduras. En ese momento, se produjo una depresión económica que duró justo antes del estallido de la guerra civil en 1979.

### Agricultura
De acuerdo al censo nacional agropecuario del año 2007, la población dedicada al cultivo de granos básicos en el distrito de Santa Rosa de Lima alcanza los 5338 productores, principalmente de maíz, frijol y sorgo. Según los registros del año 2018 un total de 1,800 familias han recibido paquetes agrícolas para la siembra de cultivos de granos básicos.

### Ganadería
Un elemento clave en la producción agropecuaria del distrito de Santa Rosa de Lima es que en el territorio un número significativo de productores se dedica a la producción de leche y carne. Los rendimientos de producción diarios oscilan entre los 9 a 11 litros/vaca/día, los sistemas de producción básicamente se componen de pastos naturales, un pequeño porcentaje de pastos mejorados y poca siembra de leguminosas forrajeras. Entre las razas más comunes que se tienen en la zona de Santa Rosa de Lima se encuentran: Holstein, Brahman, Jersey y ganado criollo; se puede observar algunas cabezas de cruces como el Gyr con Brahmán. El ordeño normalmente se da solo por la mañana y pastoreando el becerro hasta el mediodía junto con la vaca, de la producción de leche se elaboran lácteos de manera artesanal como, cuajada, queso, crema y requesón los cuales en su mayoría son comercializados en el mismo municipio y otro porcentaje es distribuido a nivel regional. Según datos del IV Censo Agropecuario 2007, el total de cabezas de ganado del hato establecido en Santa Rosa de Lima es de aproximadamente 15 726 unidades, la composición del hato considera que el 25 % son vacas en producción

### Minería
Santa Rosa de Lima se erigió como un importante centro de explotación minera a principios del siglo XX, constituyéndose como una región estratégica para la extracción de oro y plata en El Salvador. La Mina San Sebastián constituye uno de los yacimientos mineros más significativos de El Salvador durante el siglo XX. Originalmente explotada por Butters' Salvador Mines, fundada por el ingeniero californiano Charles Butters, la mina operó en diferentes períodos entre 1907 y 1981, con una producción total de aproximadamente 900,000 onzas de oro y trabajos subterráneos desarrollados en ocho niveles.
Junto a la Mina San Sebastián, otras explotaciones mineras marcaron la historia de la región. La Mina El Tabanco, ubicada a 6.0 km al noroeste de Santa Rosa de Lima, según versiones de habitantes locales, fue posiblemente la primera mina de oro y plata en iniciar operaciones, siendo operada por la Macay Pullinger Company hasta su cierre en 1914. Similarmente, la Mina La Lola, situada a 4.8 km al noroeste del municipio, complementaba el ecosistema minero de la zona, aunque con menor documentación sobre sus operaciones específicas.
Las operaciones mineras en San Sebastián estuvieron marcadas por una significativa producción aurífera y una compleja problemática ambiental. En 1921, los vecinos de Santa Rosa de Lima elevaron su voz de protesta mediante una carta dirigida al gobierno de Manuel Enrique Araujo, denunciando la indiferencia gubernamental ante la contaminación provocada por el uso de cianuro en la extracción mineral, que afectaba gravemente los ríos Santa Rosa y Agua Caliente. Estas preocupaciones se confirmaron décadas después, cuando estudios técnicos revelaron niveles críticos de contaminación, con un pH de 2,25 en el Río Santa Rosa y presencia de metales tóxicos como cianuro, aluminio y cobre.
Las diferentes etapas de explotación, que incluyeron a Butters' Salvador Mines (1907-1917), San Sebastián Gold Mines, S.A. (1973-1981) y posteriormente el consorcio estadounidense Commerce Group (hasta 2006), generaron un impacto ambiental devastador. El 23 de julio de 1987, el gobierno salvadoreño autorizó la concesión a Commerce Group, que no solo extrajo minerales sino que contaminó sistemáticamente las fuentes de agua y dañó los ecosistemas locales. La explotación culminó en 2006 tras la negativa del Ministerio de Medio Ambiente y Recursos Naturales (MARN) de otorgar permisos, aunque la minería artesanal continuó, desafiando la Ley Contra la Minería Metálica aprobada en 2017. La extracción de más de 32 toneladas de oro convirtió la región en un punto neurálgico de la minería centroamericana, pero a un costo ambiental y social enormemente elevado.

## Cultura
Los festejos patronales se realizan del 17 al 31 de agosto y se realizan en honor a Santa Rosa de Lima. 
En la actualidad los festejos patronales de Santa Rosa de Lima son un conjunto de religiosidad, cultura, arte, belleza, comidas típicas, luces, desfiles, bailes y diversiones populares, que son visitadas por muchos salvadoreños residentes en el exterior, principalmente Estados Unidos.

## Deporte
La ciudad alberga diversos escenarios para la práctica del deporte. El principal de ellos el Estadio Dr. José Ramón Flores Berríos, otros recintos son la Cancha Los Pericos, Cancha Ventura Perla y Cancha El MAG.
Además, cuenta con un equipo de fútbol en la Liga Mayor de Fútbol de El Salvador, el C.D Municipal Limeño
Equipo que se ha convertido en un animador constante de la liga y ha llegado a instancias finales en dos ocasiones, fue el primer equipo del departamento en disputar una competición internacional representando a El Salvador, la Liga CONCACAF el 2020.